# Líjar
Líjar er en by og kommune i det sydøstlige Spanien i provinsen Almería. Den har et indbyggertal på 393 (2024) indbyggere.